# Нейерс, Алексис
Але́ксис Кри́стин Не́йерс (англ. Alexis Christine Neiers; 20 июня 1991, Лос-Анджелес, Калифорния, США) — американская телевизионная персона, актриса и певица; преступница, член преступной группировки воров. Прославилась благодаря не своей творческой карьере, а криминальному прошлому. Входила в состав преступной группировки «Элитное общество», которая в течение 10 месяцев (октябрь 2008-август 2009) ограбила больше десяти домов знаменитостей, украв в общей сумме 3 миллиона долларов и различное имущество. Нейерс была признана абсолютной виновной лишь в одном преступлении — ограблении дома актёра Орландо Блума и заключена под стражу на полгода.

## Биография
Алексис Кристин Нейерс родилась 20 июня 1991 года в Лос-Анджелесе (штат Калифорния, США) в семье Микеля Нейерса и Андреа Арлингтон-Данн. Её отец работал оператором-постановщиком, а мать бывшая актриса и модель. У Алексис есть сестра — Гэбби Нейерс.
В 2009 году Алексис дебютировала в кино, сыграв роль Кэти в фильме «Frat Party». Работала фотомоделью.
С 15 апреля 2012 года Алексис замужем за бизнесменом Эваном Хэйнсом. У супругов есть две дочери — Харпер Элизабет Хэйнс (род.24.04.2013) и Дакота Элизабет Хэйнс (род. в июне 2016).
В настоящее время Нейерс проживает в Малибу (штат Калифорния, США).